# 大街镇 (景东县)
大街镇，是中华人民共和国云南省普洱市景东彝族自治县下辖的一个乡镇级行政单位。
2012年12月28日，云南省人民政府批复同意撤销大街乡，设立大街镇。

## 行政区划
大街镇下辖以下地区：
大街村、文山村、塘访村、勺摩村、气力村、昆岗村、平地村和三营村。

## 中国传统村落
- 2012年12月，三营村被评为首批“中国传统村落”。
- 2013年8月，文山村田心组被评为第二批中国传统村落。